# Ringer-Europameisterschaften 2022

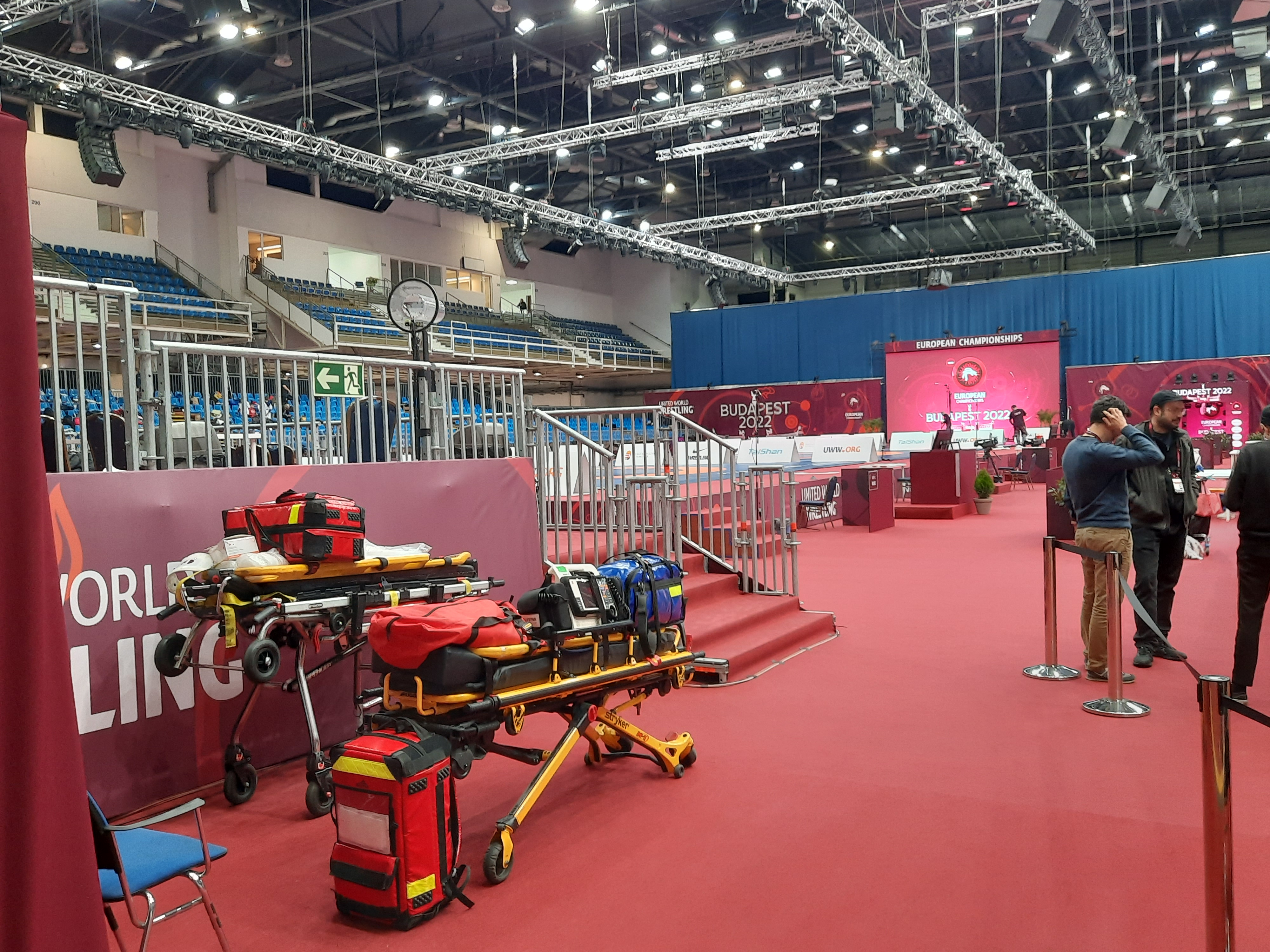
BOK Sporthalle bei der EM 2022

Die Ringer-Europameisterschaften 2022 wurden vom 28. März bis zum 3. April 2022 in Ungarns Hauptstadt Budapest ausgetragen. Veranstaltungsort war die BOK Sporthalle neben der Papp László Budapest Sportaréna.

## Teilnehmer
Zu den Ringer-Europameisterschaften 2022 waren 96 Athletinnen und 291 Athleten aus 37 Nationen angemeldet. Wegen des Russisch-Ukrainischen Krieges waren russische und belarussische Athleten von den Wettkämpfen ausgeschlossen worden.
Aus dem D-A-CH-Raum wurden folgende Athleten für die Teilnahme gemeldet.

### Deutsches Team
- Freistil Frauen[3]
  - Lisa Ersel (bis 50 kg)
  - Annika Wendle (bis 53 kg)
  - Anastasia Blayvas (bis 55 kg)
  - Sandra Paruszewski (bis 57 kg)
  - Elena Brugger (bis 59 kg)
  - Luisa Niemesch (bis 62 kg)
  - Anna Schell (bis 72 kg)
  - Francy Rädelt (bis 76 kg)
- Freistil Männer[3]
  - Niklas Stechele (bis 57 kg)
  - Viktor Lyzen (bis 61 kg)
  - Kevin Henkel (bis 70 kg)
  - Achmed Dudarov (bis 86 kg)
  - Erik Thiele (bis 97 kg)
  - Gennadij Cudinovic (bis 125 kg)
- Griechisch-römischer Stil Männer[3]
  - Fabian Schmitt (bis 55 kg)
  - Abdolmohammad Papi (bis 60 kg)
  - Etienne Kinsinger (bis 63 kg)
  - Witalis Lazovski (bis 67 kg)
  - Samuel Bellscheidt (bis 72 kg)
  - Pascal Eisele (bis 82 kg)
  - Ramsin Azizsir (bis 97 kg)
  - Franz Richter (bis 130 kg)

### Österreichisches Team
- Freistil Frauen
  - Martina Kuenz (bis 76 kg)
- Freistil Männer
  - Simon Marchl (bis 79 kg)
  - Benjamin Greil (bis 92 kg)
  - Johannes Ludescher (bis 125 kg)
- Griechisch-römischer Stil Männer
  - Christoph Burger (bis 67 kg)
  - Daniel Gastl (bis 97 kg)

### Schweizer Team
- Freistil Männer
  - Marc Dietsche (bis 70 kg)
- Griechisch-römischer Stil Männer
  - Dimitar Sandov (bis 60 kg)
  - Andreas Vetsch (bis 67 kg)
  - Damian von Euw (bis 87 kg)
  - Delian Alishahi (bis 130 kg)

## Freistil, Männer
| Klasse | Gold                    | Silber             | Bronze                 |
| ------ | ----------------------- | ------------------ | ---------------------- |
| 57 kg  | Vladimir Egorov         | Aliabbas Rzazade   | Manwel Chndsrzjanin    |
| 57 kg  | Vladimir Egorov         | Aliabbas Rzazade   | Beka Budschiaschwili   |
| 61 kg  | Arsen Harutjunjan       | Süleyman Atlı      | Georgi Wangelow        |
| 61 kg  | Arsen Harutjunjan       | Süleyman Atlı      | Eduard Grigorjew       |
| 65 kg  | Ismail Mussukajew       | Hacı Əliyev        | Münir Recep Aktaş      |
| 65 kg  | Ismail Mussukajew       | Hacı Əliyev        | Islam Dudajew          |
| 70 kg  | Surabi Iakobischwili    | Arman Andreasjan   | Ramazan Ramazanov      |
| 70 kg  | Surabi Iakobischwili    | Arman Andreasjan   | Nicolai Grahmez        |
| 74 kg  | Taimuras Salkasanow     | Frank Chamizo      | Turan Bayramov         |
| 74 kg  | Taimuras Salkasanow     | Frank Chamizo      | Giorgi Sulawa          |
| 79 kg  | Georgios Kougioumtsidis | Ashraf Ashirov     | Wladimeri Gamkrelidse  |
| 79 kg  | Georgios Kougioumtsidis | Ashraf Ashirov     | Muhammet Akdeniz       |
| 86 kg  | Myles Amine             | Abubakr Abakarow   | Osman Göçen            |
| 86 kg  | Myles Amine             | Abubakr Abakarow   | Sebastian Jezierzański |
| 92 kg  | Feyzullah Aktürk        | Akhmed Bataev      | Osman Nurmagomedow     |
| 92 kg  | Feyzullah Aktürk        | Akhmed Bataev      | Mirian Maissuradse     |
| 97 kg  | Magomedchan Magomedow   | Wladislaw Baizajew | Batyrbek Zakulow       |
| 97 kg  | Magomedchan Magomedow   | Wladislaw Baizajew | Zbigniew Baranowski    |
| 125 kg | Taha Akgül              | Geno Petriaschwili | Robert Baran           |
| 125 kg | Taha Akgül              | Geno Petriaschwili | Dániel Ligeti          |

## Griechisch-römisch, Männer
| Klasse | Gold              | Silber                | Bronze               |
| ------ | ----------------- | --------------------- | -------------------- |
| 55 kg  | Eldaniz Azizli    | Nugsari Zurzumia      | Rudik Mkrttschjan    |
| 55 kg  | Eldaniz Azizli    | Nugsari Zurzumia      | Emre Mutlu           |
| 60 kg  | Kerem Kamal       | Edmond Armen Nasarjan | Murad Məmmədov       |
| 60 kg  | Kerem Kamal       | Edmond Armen Nasarjan | Geworg Gharibjan     |
| 63 kg  | Leri Abuladse     | Taleh Məmmədov        | Oleksandr Hruschyn   |
| 63 kg  | Leri Abuladse     | Taleh Məmmədov        | Ahmet Uyar           |
| 67 kg  | Murat Fırat       | István Váncza         | Slawik Galstjan      |
| 67 kg  | Murat Fırat       | István Váncza         | Hasrat Jafarov       |
| 72 kg  | Robert Fritsch    | Schmagi Bolkwadse     | Ülvi Qənizadə        |
| 72 kg  | Robert Fritsch    | Schmagi Bolkwadse     | Ali Arsalan          |
| 77 kg  | Malchas Amojan    | Yunus Emre Başar      | Sənan Süleymanov     |
| 77 kg  | Malchas Amojan    | Yunus Emre Başar      | Ajk Mnazakanjan      |
| 82 kg  | Rafiq Hüseynov    | Gela Bolkwadse        | Tamás Lévai          |
| 82 kg  | Rafiq Hüseynov    | Gela Bolkwadse        | Burhan Akbudak       |
| 87 kg  | Turpal Bisultanov | Nicu Ojog             | İslam Abbasov        |
| 87 kg  | Turpal Bisultanov | Nicu Ojog             | Robert Kobliaschwili |
| 97 kg  | Kiril Milow       | Arvi Savolainen       | Daniel Gastl         |
| 97 kg  | Kiril Milow       | Arvi Savolainen       | Wladlen Kosljuk      |
| 130 kg | Rıza Kayaalp      | Danila Sotnikow       | Konsta Mäenpää       |
| 130 kg | Rıza Kayaalp      | Danila Sotnikow       | Dáriusz Vitek        |

## Freistil, Frauen
| Klasse | Gold                    | Silber               | Bronze             |
| ------ | ----------------------- | -------------------- | ------------------ |
| 50 kg  | Evin Demirhan           | Miglena Selischka    | Emilia Vuc         |
| 50 kg  | Evin Demirhan           | Miglena Selischka    | Anna Łukasiak      |
| 53 kg  | Jonna Malmgren          | Maria Prevolaraki    | Lulia Leorda       |
| 53 kg  | Jonna Malmgren          | Maria Prevolaraki    | Katarzyna Krawczyk |
| 55 kg  | Andreea Ana             | Oleksandra Chomenez  | Bediha Gün         |
| 55 kg  | Andreea Ana             | Oleksandra Chomenez  | Mariana Dragutan   |
| 57 kg  | Alina Hruschyna-Akobija | Ewelina Nikolowa     | Tamara Dollák      |
| 57 kg  | Alina Hruschyna-Akobija | Ewelina Nikolowa     | Sandra Paruszewski |
| 59 kg  | Anastasia Nichita       | Jowita Wrzesień      | Elena Brugger      |
| 62 kg  | Tajbe Jussein           | Luisa Niemesch       | Natalia Kubaty     |
| 62 kg  | Tajbe Jussein           | Luisa Niemesch       | Ilona Prokopewnjuk |
| 65 kg  | Tetjana Rischko         | Elis Manolova        | Kriszta Incze      |
| 68 kg  | Irina Rîngaci           | Pauline Lecarpentier | Alla Belinska      |
| 68 kg  | Irina Rîngaci           | Pauline Lecarpentier | Natalia Strzałka   |
| 72 kg  | Anna Schell             | Buse Tosun           | Kendra Dacher      |
| 72 kg  | Anna Schell             | Buse Tosun           | Juliana Janewa     |
| 76 kg  | Yasemin Adar            | Epp Mäe              | Enrica Rinaldi     |
| 76 kg  | Yasemin Adar            | Epp Mäe              | Bernadett Nagy     |

## Medaillenspiegel
| Rang                | Land                | Gold | Silber | Bronze | Gesamt |
| ------------------- | ------------------- | ---- | ------ | ------ | ------ |
| 1                   | Türkei              | 7    | 3      | 7      | 17     |
| 2                   | Aserbaidschan       | 3    | 6      | 7      | 16     |
| 3                   | Georgien            | 2    | 4      | 5      | 11     |
| 4                   | Bulgarien           | 2    | 4      | 4      | 10     |
| 5                   | Ungarn *            | 2    | 2      | 5      | 9      |
| 6                   | Armenien            | 2    | 1      | 4      | 7      |
| 6                   | Ukraine             | 2    | 1      | 4      | 7      |
| 8                   | Moldau              | 2    | 0      | 3      | 5      |
| 9                   | Deutschland         | 1    | 1      | 2      | 4      |
| 9                   | Rumänien            | 1    | 1      | 2      | 4      |
| 11                  | Griechenland        | 1    | 1      | 0      | 2      |
| 12                  | Slowakei            | 1    | 0      | 1      | 2      |
| 13                  | Dänemark            | 1    | 0      | 0      | 1      |
| 13                  | Nordmazedonien      | 1    | 0      | 0      | 1      |
| 13                  | San Marino          | 1    | 0      | 0      | 1      |
| 13                  | Schweden            | 1    | 0      | 0      | 1      |
| 17                  | Italien             | 0    | 2      | 1      | 3      |
| 18                  | Polen               | 0    | 1      | 8      | 9      |
| 19                  | Finnland            | 0    | 1      | 1      | 2      |
| 19                  | Frankreich          | 0    | 1      | 1      | 2      |
| 21                  | Estland             | 0    | 1      | 0      | 1      |
| 22                  | Albanien            | 0    | 0      | 1      | 1      |
| 22                  | Österreich          | 0    | 0      | 1      | 1      |
| 22                  | Serbien             | 0    | 0      | 1      | 1      |
| Total (24 Nationen) | Total (24 Nationen) | 30   | 30     | 58     | 118    |